# Sportåret 1920

## Händelser

### Bandy
- 29 februari – IFK Uppsala blir svenska mästare genom besegra IF Linnéa i finalen med 8-2 på Stockholms stadion.[1]
- 17 oktober – Det norska bandyförbundet bildas i Christiania av representanter för nio klubbar.[2][3][4]

### Baseboll
- 12 oktober - American League-mästarna Cleveland Indians vinner World Series med 5–2 i matcher över National League-mästarna Brooklyn Robins.[5]

### Fotboll
- 24 april - Aston Villa FC vinner FA-cupfinalen mot Huddersfield Town FC med 1-0 på Stamford Bridge.[6]
- 30 april - Första internationella matchen i damfotboll, engelska "Dick, Kerr's Ladies FC" möter ett franskt kombinationslag (med spelare från "Fémina Sport", "Les Sportives de Paris" och "En Avant Paris").

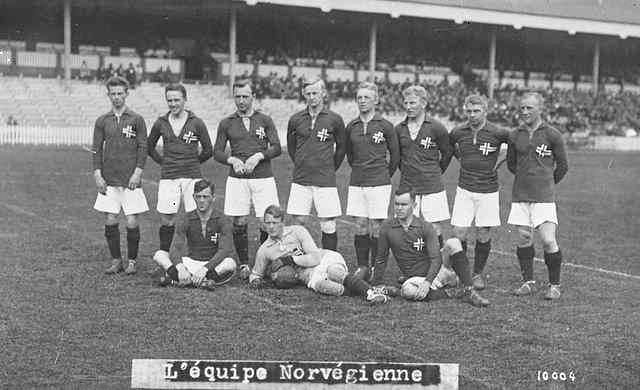
Norges lag som slog ut Storbritannien med 3-1 ur den olympiska turneringen.

- 5 september – Belgien vinner den olympiska turneringen genom att vinna finalen i Antwerpen mot Tjeckoslovakien, som avbryts då belgarna leder med 2-0 och tjeckoslovakerna diskvalificeras för att ha lämnat planen i protest mot domaren.[7]
- 3 oktober – Uruguay vinner sydamerikanska mästerskapet i Chile före Argentina och Brasilien.[8]
- 24 oktober – Djurgårdens IF blir svenska mästare efter finalseger med 1–0 över IK Sleipner. Matchen spelas på Stockholms stadion.[9]
- Okänt datum – B 1903 blir danska mästare

### Friidrott
- Peter Trivoulides, USA vinner Boston Marathon.[10]

### Ishockey

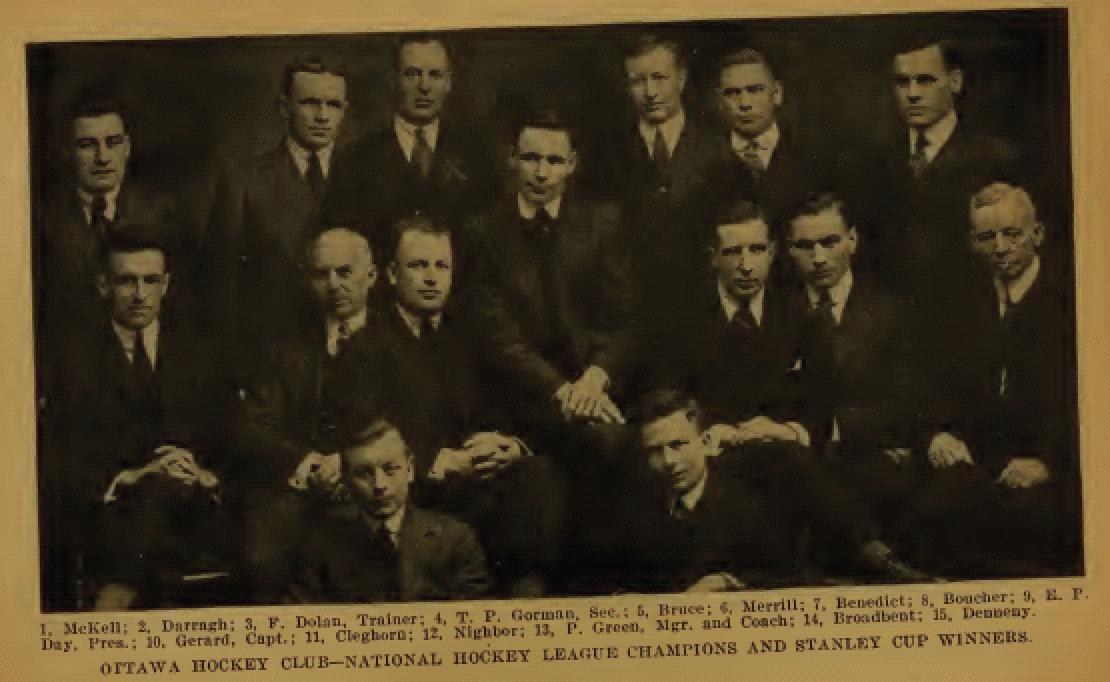
Ottawa Senators Stanley Cup-segrare.

- 1 april - Ottawa Senators besegrar Seattle Metropolitans med 4–1 i finalmatcher i kampen om Stanley Cup.
- 26 april - Kanada inträder i IIHF.[11]
- 29 april - Den första olympiska ishockeyturneringen spelas i Antwerpen, Belgien och vinns av Kanada före USA och Tjeckoslovakien[12], medan Sverige skickar ett lag bestående av bandyspelare, som slutar på fjärde plats.
- Okänt datum – Svenska Fotbollförbundet, som vid denna tid organiserar ishockey i Sverige, tillsätter en särskild ishockeykommitté inför anordnandet av Europamästerskapet 1921.

### Längdåkning
- SM på 30 km vinns av Albin Lingvall, Hudiksvalls IF. Lagtävlingen vinns av Hudiksvalls IF.
- SM på 60 km vinns av Henning Isaksson, IFK Umeå för tredje året i följd. Lagtävlingen vinns av IFK Umeå.

### Tennis
- 21 januari - Australien vinner International Lawn Tennis Challenge 1919, som slutspelas i januari 1920, genom att finalbesegra Australien med 4-1 i Sydney.[13]

### Travsport
- Travloppet Prix d'Amérique körs för första gången.

## Födda
- 6 januari – Early Wynn, amerikansk basebollspelare.
- 13 januari – Knut Nordahl, svensk fotbollsspelare.
- 22 januari – Alf Ramsey, brittisk fotbollsspelare och tränare, förbundskapten för Engelska fotbollslandslaget 1963–1974.
- 25 mars – Arthur Wint, jamaicansk löpare med 2 OS-guld och 1 OS-silver.
- 30 juni – Zeno Colò, italiensk alpin skidåkare.
- 20 juli – Juan Antonio Samaranch, spansk idrottsledare, Internationella Olympiska Kommitténs president 1980–2001.
- 31 oktober
  - Fritz Walter, tysk fotbollsspelare.
  - Gunnar Gren, svensk fotbollsspelare.

## Avlidna
- 14 juni – Con Corbeau, 35, kanadensisk ishockeyspelare.
- 23 juni – Edvard Möller, 32, svensk friidrottare.
- 25 november – Gaston Chevrolet, 28, fransk-amerikansk racerförare.

## Rekord

### Friidrott
- 26 juni - John Norton, USA förbättrar världsrekordet på 400 m häck till 54,2 sek
- 16 augusti - Frank Loomis, USA förbättrar världsrekordet på 400 m häck till 54,0 sek
- 18 augusti - Earl Thompson, Kanada, förbättrar världsrekordet på 110 m häck till 14,8 sek
- 22 augusti – USA förbättrar världsrekordet på 4 x 100 m till 42,2 sek
- 22 augusti - Hannes Kolehmainen, Finland förbättrar världsrekordet på maraton till 2.32,35 tim
- 2 september - Frank Foss, USA förbättrar världsrekordet i stavhopp till 4,09 m
- 16 september - Jackson Scholtz, USA förbättrar världsrekordet på 100 m till 10,6 sek

## Evenemang
- Olympiska sommarspelen 1920 äger rum i Antwerpen, Belgien 23 april - 12 september

## Bildade föreningar och klubbar
- US Foggia, fotbollsklubb i Italien.
- GF Kroppskultur, idrottsförening i Uddevalla, främst känd för handbollsframgångar.
- Fränsta IK idrottsförening i Fränsta

### Fotnoter
1. ↑  Erik Jonsson (29 februari 1920). ”1920–1929”. Svenska Bandyförbundet. Arkiverad från originalet den 16 februari 2015. https://web.archive.org/web/20150216045601/http://www.svenskbandy.se/BANDYFINALEN/HISTORIK/Svenskamastare/Herrar/1920-1929/. Läst 1 september 2011.
2. ↑  ”Stiftelsen 17. oktober 1920” (på norska). Norges Bandyforbund. 17 oktober 2000. http://www.innebandy.no/notiser/notiser-okt00.asp. Läst 18 mars 2020.
3. ↑  ”Gratulerer med 86-årsdagen” (på norska). Norges Bandyforbund. 17 oktober 2006. http://arkiv.bandyforbundet.no/bandy/okt2006.asp. Läst 1 september 2011.
4. ↑  Tor Audun Sørensen (16 oktober 2019). ”Bandyforbundet fyller 99 år den 17. oktober” (på norska). Norges Bandyforbund. Arkiverad från originalet den 22 april 2021. https://web.archive.org/web/20210422222956/https://bandyforbundet.no/?p=42673. Läst 18 mars 2020.
5. ↑  ”1920 World Series” (på engelska). Baseball-Reference.com. https://www.baseball-reference.com/postseason/1920_WS.shtml. Läst 1 december 2021.
6. ↑  ”England FA Challenge Cup 1919-1920” (på engelska). RSSSF. http://www.rsssf.com/tablese/engcup1920.html. Läst 19 augusti 2012.
7. ↑  ”Games of the VII. Olympiad” (på engelska). RSSSF. http://www.rsssf.com/tableso/ol1920f.html. Läst 16 augusti 2011.
8. ↑  ”South American Championship 1920” (på engelska). RSSSF. http://www.rsssf.com/tables/20safull.html. Läst 16 augusti 2011.
9. ↑  Jimmy Lindahl (18 juni 2000). ”Svenska mästare i fotboll 1896–1925”. Bolletinen. http://www.bolletinen.se/sfs/allsvenskan/sm1896.pdf. Läst 10 oktober 2011.
10. ↑  ”Boston Marathon”. Arkiverad från originalet den 27 april 2015. https://web.archive.org/web/20150427035419/http://www.baa.org/races/boston-marathon/boston-marathon-history/past-champions/past-mens-open-champions.aspx. Läst 9 april 2011.
11. ↑  ”Canada” (på engelska). International Ice Hockey Federation. 26 april 1920. https://www.iihf.com/en/associations/320/canada. Läst 21 augusti 2011.
12. ↑  ”Jeux Olympiques d'Anvers 1920” (på franska). Hockey Archives. 29 april 1920. https://www.hockeyarchives.info/JO1920.htm. Läst 15 augusti 2011.
13. ↑  ”Davis Cup”. http://www.daviscup.com/en/results/tie/details.aspx?tieId=10000598. Läst 20 augusti 2011.